# Ambasciatori austriaci nei Paesi Bassi

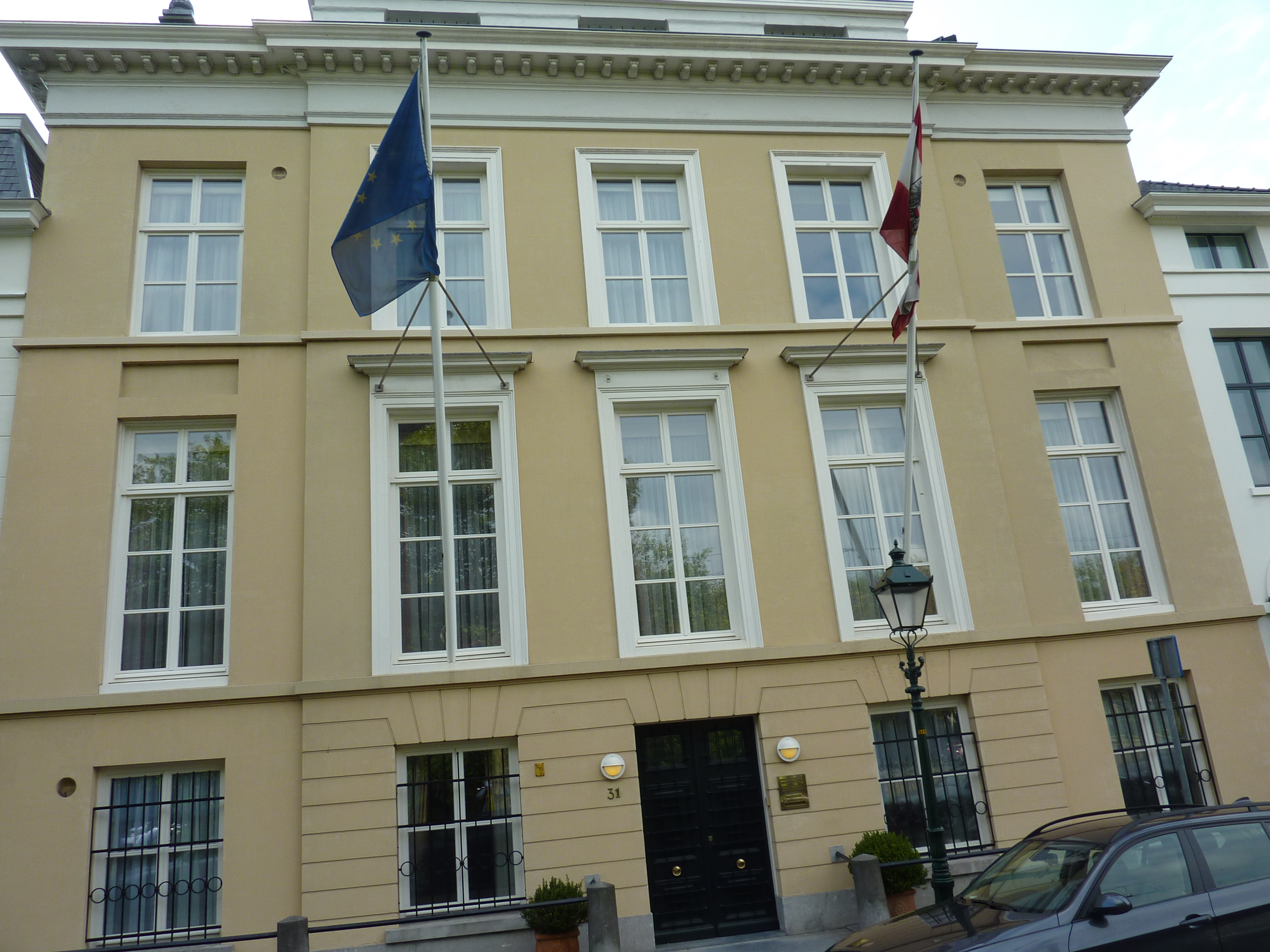
La sede dell'ambasciata austriaca a Le Hague, Koninginnegracht n.31

L'ambasciatore austriaco nei Paesi Bassi è il primo rappresentante diplomatico dell'Austria (già del Sacro Romano Impero, dell'Impero austriaco e dell'Impero austro-ungarico) nei Paesi Bassi. I rapporti diplomatici tra i due paesi vennero stabiliti per la prima volta in maniera stabile nel 1658. Sino al 1967 l'ambasciatore austriaco nei Paesi Bassi era accreditato anche per il Granducato di Lussemburgo.

## Sacro Romano Impero
- 1658-1667: Jean Friquet
- 1667-1693: Daniel Johannes Kramprich von Kronenfeld
- 1693-1694: Heinrich Johann Franz von Stratmann
- 1694-1698: Leopold Wilhelm von Auersperg
- 1698-1707: Johann Wenzel von Gallas
- 1707-1709: Arnold von Heems
- 1709-1719: Philipp Ludwig Wenzel von Sinzendorf
- 1719-1721: Leopold Victorin Windisch-Graetz
- 1721-1725: Christoph Anton Siegmann
- 1725-1728: Karl von Königsegg-Erbs
- 1728-1733: Franz Wenzel von Sinzendorff
- 1733-1739: Anton Corfiz Ulfeldt
- 1739-1741: Andreas Johannes Halloy
- 1741-1748: Thaddäus von Reischach
- 1748: Philipp Josef von Orsini-Rosenberg
- 1748-1782: Thaddäus von Reischach
- 1782-1787: Franz von Reischach
- 1787-1790: Karl von Merode Westerloo
- 1790-1791: Johann Rudolf von Buol-Schauenstein
- 1791-1793: Ludwig von Starhemberg
- 1793-1802: Bernhard von Pelser
- 1802-1806: Wilhelm von Feltz

## Impero austriaco
- 1806-1810: Johann Baptist Provost
- 1810-1814: Wilhelm von Feltz
- 1814-1815: Johann Baptist Provost
- 1815-1820: Franz Binder von Krieglstein
- 1820-1830: Felix von Mier
- 1830-1835: Johann von Wessenberg-Ampringen
- 1835-1837: Johann Hieronymus von Allegri
- 1837-1843: Friedrich Christian Senfft von Pilsach
- 1843-1845: Franz von Leykam
- 1845-1849: Moritz Esterházy de Galantha
- 1849-1859: Anton von Doblhoff-Dier
- 1859-1867: Ferdinand von Langenau

## Impero austro-ungarico
- 1867-1872: Ferdinand von Langenau
- 1872-1877: Heinrich Karl von Haymerle
- 1877-1888: Rudolf von Mülinen
- 1888-1894: Otto von Walterskirchen
- 1894-1905: Alexander Okolicsányi von Okolicsna
- 1905-1908: Otto zu Brandis
- 1908-1911: Christoph von Wydenbruck
- 1911-1917: Ludwig Széchényi von Sárvár und Felsövidék
- 1917-1919: Otto von Franz

## Repubblica austriaca
- 1919-1946: Robert Friedinger Pranter
- 1946-1950: Rudolf Seemann
- 1950-1954: Erich Filz
- 1954-1955: Erich Filz
- 1956-1965: Georg Afuhs
- 1965-1968: Claus Winterstein
- 1968-1999: Johannes Coreth
- 1999-2004: Alexander Christiani
- 2004-2008: Erwin Kubesch
- 2008-2012: Wolfgang Paul
- 2012-?: Werner Druml
- 2017-2020: Heidemaria Gürer
- Dal 2020: Astrid Harz